# Marie-Charles Damoiseau
Baron Marie-Charles-Théodore de Damoiseau de Montfort, francoski astronom, * 6. april 1768, Besançon, Francija, † 6. avgust 1846.
Damoiseau je najbolj znan po tem, da je izdal Lunine tabele (lege Lune) v letih 1824-1828.

## Življenje in delo
Med francosko revolucijo je zapustil Francijo in delal kot pomočnik predstojnika lizbonskega observatorija. V Francijo se je vrnil leta 1807.
Francoska akademija znanosti ga je leta 1825 izbrala za svojega člana. Bil je član Urada za dolžine.

## Priznanja

### Nagrade
Kraljeva astronomska družba mu je leta 1831 podelila Zlato medaljo.

### Poimenovanja
Po njem se imenuje krater Damoiseau na Luni.
1. ↑  podatkovna baza Léonore — ministère de la Culture.